# یئوننام-دونگ
یئوننام-دونگ (به لاتین: Yeonnam-dong) یک منطقهٔ مسکونی در کره جنوبی است که در Mapo District واقع شده‌است.